# Jens Küffner

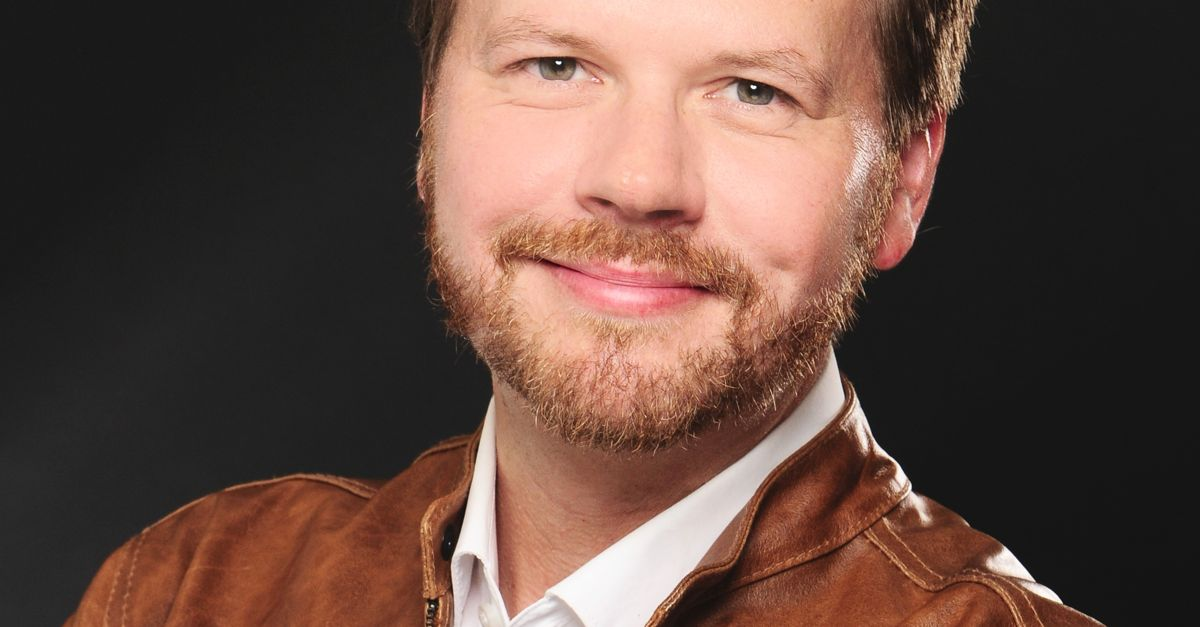
Jens Küffner. ffn-Programmdirektor. Aufnahme von 2017

Jens Küffner (* 28. Juli 1976 in Schwabach) ist ein deutscher Hörfunkjournalist, Radiomoderator und Produzent.

## Leben und Wirken
Von 1998 bis 2003 moderierte Küffner für die Nürnberger Radiosender Hit Radio N1 und Radio Gong und den Stuttgarter Privatsender Die Neue 107.7 verschiedene tägliche Programmformate. 2003 wechselte Küffner als Morgenmoderator ins Funkhaus Regensburg. Beim ostbayerischen Jugendsender Gong FM moderierte er vier Jahre lang die Sendung „Jens und die Morgencrew“. Daneben zeichnete er als Programmkoordinator des Senders verantwortlich.
Ende 2007 wurde Küffner vom baden-württembergischen Bereichssender Radio Regenbogen als Morgenmoderator und Kreativkopf angeworben. Für den Sender moderierte er die tägliche Morningshow „Jens Küffner und die Guten-Morgen-Macher“. 
2010 wurde er Programmchef und Geschäftsführer des schleswig-holsteinischen Privatsenders Radio NORA am REGIOCAST-Standort Kiel. Zum Januar 2015 wurde er Programmdirektor von R.SH. Küffner erzielte mit R.SH gute Ergebnisse bei den Einschaltquoten und konnte die Marktführerschaft im schleswig-holsteinischen Hörfunkmarkt ausbauen.
Ende 2017 wurde bekannt, dass Küffner als neuer Programmdirektor von Radio ffn verpflichtet wurde. Unter Führung von Küffner entwickelte sich ffn zunächst zum reichweitenstärksten Privatsender in Norddeutschland und Marktführer der Hörfunkprogramme in Niedersachsen in der werberelevanten Zielgruppe. Nach starken anhaltenden Verlusten innerhalb der folgenden Jahre musste er den Sender im April 2022 allerdings wieder verlassen.
Am 1. November 2022 übernahm Küffner den Posten des Programmdirektors beim Berliner Privatsender 94,3 rs2. Auch hier zeichnet Küffner seitdem für anhaltende Verluste verantwortlich.